# Камара, Анри (футболист, 2006)
Анри́ Наби́ Жюни́ Камара́ (фр. Henry Naby Juni Camara; род. 6 мая 2006, Bonneuil-sur-Marne) — гвинейский футболист, нападающий клуба «Аталанта». Участник Олимпийских игр 2024 в Париже.

## Клубная карьера
Камара — воспитанник клубов «Амьен» и итальянского «Аталанта».

## Международная карьера
В 2024 году был включён в заявку олимпийской сборной Гвинеи на участие в Олимпийских играх в Париже.